# Bayaches

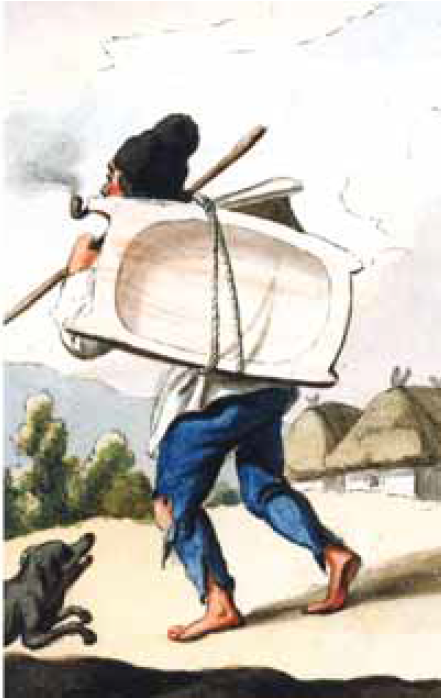
Bayache portant des cuvettes. Chalcographie en couleurs de 1807.

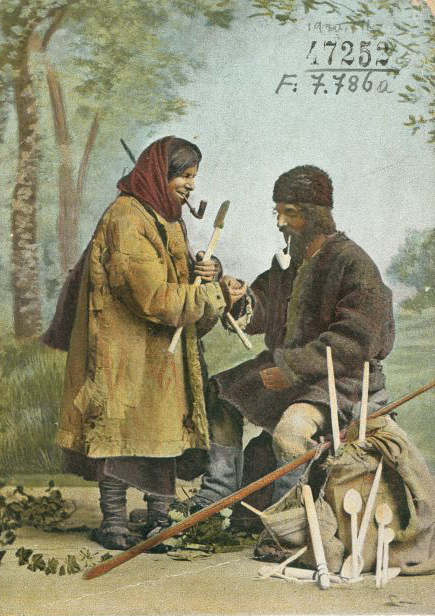
Bayaches faiseurs de cuillères. Carte postale de 1910.

Les Bayaches, en roumain băieși (singulier băiaș), en anglais Boyash, en hongrois beások (singulier beás) », en BCMS bojaši (singulier bojaš) sont une branche des Roms, répandue dans plusieurs pays de l’Europe centrale et du Sud-Est. Ils se caractérisent principalement par le fait que leur langue maternelle est le roumain dans tous les pays où ils vivent, et que leur occupation traditionnelle est la confection d’ustensiles en bois utilisés notamment en milieu rural.
L’ethnonyme « Bayache » ou Boyash est l’un de ceux qui correspondent respectivement en français et en anglais à l’endonyme băiaș désignant en roumain un « fabricant de băi » soit baignoires, cuvettes, lavabos, éviers, abreuvoirs en bois, encore utilisé dans certaines de leurs communautés. Un autre endonyme, utilisé dans d’autres communautés, est rudari, apparaissant parfois francisé en « Roudars », qui désigne en roumain les bûcherons et fabricants de tout objet en bois.
Les Bayaches sont ce qu’on appelle en anglais une hidden minority (que l’on pourrait traduire en français par « minorité cachée » ou « minorité discrète »), c’est-à-dire d’une ethnie qui n’est pas devenue nation, d’ordinaire non reconnue officiellement, qui n’a pas ou presque pas d’élite intellectuelle, n’est pas ou est faiblement représentée officiellement par des personnes qui en sont issues et qui, par conséquent, n’est pas ou presque pas présente dans la vie publique.
Ce groupe ethnique ne fait l’objet de recherches anthropologiques, ethnographiques et linguistiques approfondies que depuis les années 1990, et les connaissances dont on en dispose sont encore lacunaires dans le premier quart du XXIe siècle. À partir de la même période, on constate chez les Bayaches un processus d’affirmation de leur identité ethnique, d’intensité inégale d’une région à l’autre, qui se manifeste surtout par des organisations civiques et des actions de promotion de leur culture sous une forme écrite également.

## Mentions et recherches sur les Bayaches
Les sources documentaires anciennes sur les Bayaches sont rares. Ils sont mentionnés pour la première fois dans un document émis le 20 septembre 1620 par le prince régnant de Valachie, Gavril Movilă, adressé au monastère de Cozia, d’où il ressort qu’ils étaient présents dans ce pays avant cette date.
L’Italien Luigi Ferdinando Marsili rencontre vers la fin du XVIIe siècle, en Transylvanie, des orpailleurs Roms locuteurs de roumain et de religion orthodoxe, qu’il trouve riches et propres. L’orpaillage était une occupation ancienne des Bayaches, abandonnée après quelque temps.
Dimitrie Cantemir signale, lui, en 1714, l’existence de Roms orpailleurs dans la Principauté de Moldavie.
Des noms de famille reflétant le travail du bois et l’orpaillage pratiqués par des Roms apparaissent dans des documents de Transylvanie datant de la première moitié du XVIIIe siècle : en 1735, celui d’une femme au nom de Kalánok (« faiseur de cuillères » en hongrois), condamnée pour sorcellerie ; en 1737, des noms au même sens dans une liste d’orpailleurs établie par les autorités ; en 1744, le nom Bojásul (première attestation connue du mot băiaș; dans les listes de 1746, 1749 et 1752, le même nom en d’autres variantes aussi, ainsi que le nom Linguraru (« faiseur de cuillères » en roumain).
Une série d’articles du pasteur luthérien Samuel Augustini Ab Hortis de 1775-1776 traite entre autres des Roms faiseurs de cuillères qui s’occupent d’orpaillage durant l’été.
En 1778, un voyageur allemand, Friedrich Wilhelm von Bauer, décrit les Roudars de Valachie dans un livre en français comme l’un des trois sous-groupes des Roms, qui sont orpailleurs et aussi charpentiers.
En 1788, Stephan Ignaz Raicevich, dans un livre en italien, mentionne les lingurari de Valachie et de Moldavie.

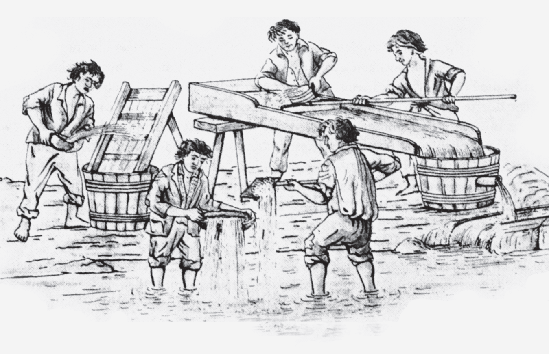
Bayaches orpailleurs vers 1850.

Un auteur serbe, Spyridon Jović, dans un livre paru en 1835, décrit les Roms qui vivaient dans les confins militaires autrichiens de Slavonie, dont une partie faisaient des objets en bois.
Le terme băiaș traduit entre autres par Löffelzigeuner « Tzigane faiseur de cuillères » apparaît aussi en 1836 dans un ouvrage du pasteur luthérien Andreas Clemens de Sibiu.
Dans un livre en français de 1837, Mihail Kogălniceanu mentionne parmi les quatre sous-groupes de « Tziganes de la couronne », celui des rudari ou aurari (orpailleurs), et celui des lingurari, qualifiant ces derniers comme « les plus civilisés ».
Le premier auteur croate qui signale la présence de Bayaches en Slavonie est l’instituteur Ferdo Hefele, dans un article de la revue Vienac de Zagreb, en 1890.
Un voyageur allemand, Heinrich Renner, relate dans un livre paru en 1897 qu’il a rencontré des Karavlachs ou Karavalaques en Bosnie : Karavlasi désigne, en BCMS, soit des Bayaches, soit des Morlaques (Valaques de Dalmatie).
Les premières recherches proprement-dites sur les Bayaches commencent au début du XXe siècle et ne sont que sporadiques jusqu’aux années 1990. Ce sujet a préoccupé principalement Teodor Filipescu (1906), Isidor Ieșan (1906), Gustav Weigand (de) (1908), Tihomir R. Đorđević (1911), Constantin S. Nicolăescu-Plopșor (1922), Martin Block (1936), Emil Petrovici (en) (1938), Ion Chelcea (1944), M. R. Barjaktarović (1964), Ion Calotă (1974).
Les recherches anthropologiques, ethnographiques, ethno-sociologiques et linguistiques s’intensifient après 1990 (voir la section #Bibliographie), en même temps que l’intérêt pour les minorités en général, mais les questions liées aux Bayaches ne sont qu’en partie éclaircies.

## Histoire des Bayaches
Au sujet de l’histoire des Bayaches il y a plus d’hypothèses que de certitudes, à cause de l’insuffisance des sources.
Quant à leur origine, les premiers auteurs qui les ont étudiés considéraient qu’ils étaient Roumains. Chelcea (1944) a vu en eux un peuple d’origine inconnue, ni rom ni roumaine. Leur origine rom a également été contestée par Block (1936). Dans une perspective protochroniste, l’historien roumain Lucian Cherata a avancé l’hypothèse que les Bayaches pourraient descendre de colons et d’esclaves locuteurs de latin vulgaire amenés en Dacie par les Romains en tant que mineurs. Un autre chercheur qui conteste l’origine rom des Bayaches est Marcel Courthiade, selon qui ils seraient des autochtones latinisés du sud du Danube qui auraient migré vers le nord aussi. En revanche, la plupart des auteurs, de Đorđević (1911), Petrovici (1938) et Barjaktarović (1964) jusqu’aux chercheurs actuels optent pour l’origine rom.
Les Bayaches se seraient différenciés parmi les Roms dans la zone des Carpates occidentales roumaines, où ils auraient travaillé en tant que robs dans les mines d’or, aux côtés des mineurs serfs roumains (iobagi), jusqu’à la fin du XVIe siècle. Leur ethnonyme băieș/băiaș provient en effet du roumain baie, qui à son tour est issu du hongrois bánya « mine ». Băieș/băiaș, en hongrois bányász, était l’appellation générale des mineurs dans la Transylvanie de l’époque. L’ethnonyme rudari se rapporte à la même occupation, étant dérivé du mot slave ruda « minerai ». Après une période de bilinguisme, les Bayaches auraient abandonné la langue romani et adopté le roumain. Compte tenu de certains traits des variétés régionales de la langue des Bayaches d’autres pays que la Roumanie, leur zone d’origine serait plus exactement le sud-est de Crișana, l’extrémité nord-est du Banat roumain et l’extrémité sud-ouest de Crișana.
Les Bayaches commencèrent à migrer dans plusieurs directions : vers le sud-ouest jusqu’au sud de la Hongrie, le nord de la Serbie et le nord de la Croatie actuelle, vers le sud en Valachie et en Bulgarie, et vers l’est en Moldavie. Cette migration aurait débuté à la fin du XVIe siècle. Ils ont continué leur occupation liée à l’or par l’orpaillage, auquel ils ont ajouté par la suite le travail du bois. Une partie de ceux qui ont franchi le Danube vers le sud serait revenue en Valachie, en apportant la coutume du gurban (voir plus bas la section #Coutumes, folklore, religion), empruntée aux populations de Bulgarie, ainsi que des mots bulgares qui se conservent en Olténie, seulement dans leur parler.
En Valachie et en Moldavie, les Rudari avaient le statut de robi (servitude sous contrat) comme les Roms en général, jusqu’à leur libération complète par des lois adoptées en 1855 (Moldavie) et en 1856 (Valachie).
Après la libération des Roms, une nouvelle vague, plus importante, de migration débuta, les Bayaches se dispersant dans toute l’Europe du Sud-Est et Centrale.
En Bulgarie ils s’établirent surtout après leur libération.
Dans des archives de Serbie il se trouvait au début du XXe siècle des documents de la première moitié du XIXe siècle attestant l’entrée dans le pays de groupes de Rudari qui fuyaient la robie. En Serbie de l’ouest, le linguiste roumain Emil Petrovici a trouvé en 1938 des « Tziganes roumanisés », comme il les appelait, qu’il a identifiés d’après leur parler comme venus de Valachie. Avant d’y arriver, ils seraient restés pendant quelque temps dans le Banat, comme le prouvent certains traits phonétiques de leurs parlers.
Sur le territoire actuel de la Hongrie, la plupart des Bayaches (beások) se sont établis entre 1893 et 1918, mais leur immigration a continué dans l’entre-deux-guerres, voire dans les premières années suivant la Seconde Guerre mondiale. La majorité des Bayaches de Hongrie vit dans le sud-ouest du pays mais il y a aussi un groupe plus restreint, dans l’est, aux bords de la Tisza.
Dans la région de la Croatie du nord voisine de la Hongrie, les Bayaches sont arrivés vers le milieu du XIXe siècle.
En petit nombre, des Bayaches immigrés avec la même vague qu’en Hongrie et en Croatie sont présents en Slovénie et en Slovaquie aussi.
En petit nombre également, des Bayaches sont arrivés plus au sud dans la Péninsule balkanique, dans l’actuelle Macédoine du Nord et en Grèce, ainsi que dans l’Empire russe, en Bessarabie et en Ukraine. On en trouve même aux États-Unis depuis la fin du XIXe siècle, avec l’ethnonyme Ludar et en Colombie. À partir des années 1960, il y en avait qui allaient en tant que travailleurs migrants de l’ancienne Yougoslavie en Allemagne, en Autriche, en France, en Espagne, au Portugal, en Italie et à Chypre.
Au cours de la Seconde Guerre mondiale, les Bayaches ont subi les mêmes persécutions que les Roms en général. Il y a des documents qui attestent des exécutions en masse commises par les Oustachis en Croatie et par les occupants allemands en Serbie où des chercheurs ont exhumé des rapports conformément auxquels des Bayaches détenus dans des camps de Belgrade ont sauvé leurs vies en suivant le conseil de leurs codétenus Juifs de se déclarer Roumains ou, dans des villages, grâce à des Serbes qui ont garanti que les Bayaches n’étaient pas des Roms mais des Roumains.

## Démographie
Il n’y a pas de données exactes concernant le nombre de Bayaches, puisque officiellement ils sont inclus parmi les Roms.
Le seul pays où on peut se déclarer Bayache aux recensements est la Serbie. C’est arrivé pour la première fois au recensement de 2011, lorsque 80 personnes se sont déclarées comme appartenant à cette minorité ethnique, mais il est impossible que ce chiffre reflète la réalité. Des Bayaches pourraient pourraient se trouver parmi les 7 765 personnes qui constituent la différence entre celles qui déclarent le valaque comme langue maternelle (43 095) et celles qui se déclarent d’« ethnie valaque » (35 330), ou dans la différence de 46 936 entre celles qui se déclarent Roms (147 604) et celles qui se déclarent de langue maternelle romani (100 668). De toute façon, dans le pays il y a beaucoup de localités où vivent des Bajaš, et dans sa partie orientale il y a même des villages où ils sont majoritaires.
On utilise le terme beás correspondant a Bayache en tant qu’ethnonyme et nom de langue dans les données du recensement de Hongrie aussi (2011) mais seulement entre parenthèses avec romani, à côté de cigány. Conformément à ces données, en Hongrie il y a 308 957 « Tziganes » dont 54 339 ont pour langue maternelle le romani ou le bayache et 61 143 emploient l’une de ces langues en famille et avec des amis.
Dans d’autres pays, les Bayaches n’apparaissent pas dans des documents officiels, n’étant pas reconnus en dehors des Roms. Dans ces pays aussi leur nombre pourrait être, du moins partiellement, dans les différences qui apparaissent dans les résultats des recensements. Ainsi, en Bulgarie, parmi ceux qui se déclarent Roms (320 761) il y en a 1 837 qui déclarent le roumain comme langue maternelle, mais selon des estimations, leur nombre serait de quelques dizaines de milliers. Dans ce pays également il y a des villages à population majoritairement bayache (ou rudari, comme on les appelle plutôt en Bulgarie).
En Croatie on a enregistré 16 975 Roms en 2011 (consulté le 27 juin 2017), dont 14 369 déclarent le romani comme langue maternelle. Par ailleurs, 955 personnes se déclarent de langue maternelle roumaine, dont 435 seulement se déclarent membres de la minorité nationale roumaine. Le nombre de Bayaches serait en fait en Croatie entre 10 et 20 mille.
En Slovaquie, leur nombre est estimé à quelques centaines.
En Roumanie, au recensement de 2011 il apparaît 621 573 Roms, dont 342 674 se déclarent de langue maternelle roumaine.

## Ethnonymes
Les Bayaches ont de nombreux ethnonymes dont tous ne sont pas des endonymes. Il y en aussi qui sont endonymes dans certaines communautés de Bayaches et exonymes dans d’autres.
En Roumanie on les connaît sous le nom de băieși ou băiași en Transylvanie, băniași dans le Banat, celui de rudari est spécifique pour l’Olténie et la Munténie, alors qu’en Moldavie ils s’appellent aurari (terme équivalent d’origine slave zlătari) ou lingurari. En Olténie ils se divisent selon leurs spécialités traditionnelles en albieri (faiseurs de cuvettes et d'abreuvoirs), rotari (faiseurs de roues) et corfari (faiseurs de paniers).
En Bulgarie, ils sont nommés le plus souvent, en roumain, rudari, parfois dans la variante ludari, mais aussi lingurari ou aurari et, en bulgare, kopanari (faiseurs de cuvettes) ou vretenari (faiseurs de fuseaux).
En Serbie, ils sont connus sous les endonymes et exonymes rudari (plutôt dans l’est), lingurari, bajaši ou banjaši (plutôt dans le nord) et, en serbe, kašikari (faiseurs de cuillères) ou koritari (faiseurs de cuvettes). En Serbie on utilise aussi l’ethnonyme karavlasi (singulier karavlah, mot turc signifiant « Valaque noir »). Ce dernier ethnonyme est général en Bosnie-Herzégovine.
En Hongrie leur endonyme est beások (singulier beás), alors qu’en Croatie il y a des bajaši et des ludari, les deux étant des groupes différents selon leur parler.
En Slovaquie leurs noms sont bajáši, bjaši ou korytári (faiseurs de cuvettes).
Les chercheurs aussi ont recensé plusieurs ethnonymes pour les Bayaches, qui contenaient en général les termes « Tziganes » ou « Roms » et « valaques » ou « roumains ». L’ethnonyme qui a le plus d’occurrences est l’anglais Boyash.
Chez les chercheurs actuels il y a hésitation à choisir un ethnonyme général, mais on constate la préoccupation d’en trouver un qui soit le plus adéquat possible. Les chercheurs roumains utilisent le terme rudari pour ceux de Roumanie et de Bulgarie, et les bulgares emploient le même terme. Saramandu (1997) utilise le syntagme « Tziganes de langue roumaine ». Dans la littérature serbe on cherche à généraliser le terme banjaši (voir le volume collectif Banjaši na Balkanu). Correspondant à celui-ci, le numéro spécial de la revue Piramida publiée en roumain par l’Institut de la Culture des Roumains de Voïvodine opte pour le terme général băieși, son titre étant Băieșii în contextul sud-slav (« Les Bayaches dans le contexte slave du sud »). Banjaši et băieși ont pour correspondants exacts les ethnonymes bajaši, beások et bajáši, utilisés dans les littératures croate, hongroise et slovaque respectivement. En anglais on trouve Boyash, Bayash, Banyash, Bunyash ou Beash, termes repris tels quels dans des ouvrages français, où sont plus rares les variantes françaises « Béaches » ou « Bayaches ». Toutes ces variantes provenant du terme roumain băieși sont utilisées comme ethnonyme général dans les milieux académiques, le terme roumain rudari ou ses variantes étant moins fréquents.

## Mode de vie
Après avoir abandonné l’orpaillage, les Bayaches se sont spécialisés dans la confection d’ustensiles de toute sorte en bois : chars, roues, pièces pour métier à tisser, cuvettes, abreuvoirs, baignoires, écuelles, cuillères, fuseaux, bobines, etc. Selon tous les chercheurs, c’est l’occupation principale aussi bien de ceux restés sur le territoire actuel de la Roumanie, que de ceux des pays où ils ont immigré. Jusqu’à la Seconde Guerre mondiale ils ont vécu généralement dans des huttes ou des cabanes construites dans les forêts ou à la lisière de celles-ci. Ils y procuraient le bois et le travaillaient, non loin des villages. Ils pratiquaient un nomadisme réduit, c’est-à-dire qu’ils étaient étrablis sur le territoire d’un village et ils se déplaçaient dans les localités des environs pour vendre ou échanger leurs produits. Cette occupation se reflète dans certains des ethnonymes énumérés plus haut, ainsi que dans des noms de famille, par exemple en Hongrie : Lingurár (faiseur de cuillères en roumain), Kanalas et Kalányos (faiseur de cuillères en hongrois), Orsós (faiseur de fuseaux en hongrois).
Après la Seconde Guerre mondiale, leur mode de vie a plus ou moins changé en fonction des circonstances. En général, ils ont déménagé dans les villages, dans des quartiers à part. En Olténie, un tel quartier s’appelle rudărie.
Leurs métiers traditionnels ont progressivement disparu pour diverses raisons dont la principale est la production industrielle de récipients, lavabos, baignoires, bassines, couverts et outils. En Roumanie, certains ont été intégrés dans des emplois salariés, d’autres ont continué leur métier. En Bulgarie, une partie d’entre eux ont été transférés dans des villages quittés par les Turcs qui avaient émigré, ont reçu des lots de terre, sont devenus agriculteurs, puis, après la collectivisation des terres, ils se sont orientés vers l’industrie, faisant preuve dans ce pays d’« adaptabilité à des contextes économiques divers ». En Hongrie aussi, beaucoup d’entre eux sont devenus ouvriers agricoles ou industriels, en général non qualifiés. En Serbie, à côté de tels phénomènes sociaux, il a existé et il existe toujours celui du départ pour travailler à l’étranger.
La culture écrite et l’école ne font pas partie des traditions des Roms, qui les perçoivent comme des dangers d’acculturation : les Bayaches n’en font pas exception. Par exemple, en Hongrie, avant la 1945, seule la moitié de leurs enfants fréquentaient l’école pendant quelques années. Il est vrai que dans la seconde moitié des années 1990, les jeunes Roms de 15 à 19 ans terminaient leur scolarité obligatoire presque dans les mêmes proportions que les autres, mais leur nombre reste très bas dans les cycles supérieurs.
À la suite des bouleversements de la transition économique consécutive à l'ouverture du rideau de fer et à la chute des régimes communistes en Europe à partir de 1989, les Bayaches ont été parmi les plus affectés par le chômage, à cause de leur faible niveau de scolarisation et de qualification professionnelle. Ceux qui souhaitaient continuer leurs activités économiques traditionnelles en ont été empêchés par la difficulté à se procurer du bois, vu qu’ils ne possèdent pas de moyens pour en acheter ni de forêts. Il leur arrive de travailler plus ou moins légalement à l’exploitation forestière ou comme ouvriers agricoles occasionnels. Dans certains villages de divers pays, les Bayaches sans emploi vivent dans une pauvreté extrême.
Cependant, l’occupation traditionnelle des Bayaches n’a pas complètement disparu. En Olténie (Roumanie), une chercheuse a trouvé en 2007 quelques producteurs de cuillères et de fuseaux en bois. En Transylvanie aussi on a constaté la confection de cuillères, de paniers et de balais par des Bayaches. En Bulgarie, un chercheur a rencontré des femmes âgées produisant des fuseaux. En Serbie, en 2005, beaucoup d’hommes de quelques villages étaient partis travailler à l’étranger mais ceux qui restaient chez eux confectionnaient encore des fuseaux et des cuillères en bois, et leurs conditions de vie étaient relativement bonnes. En Hongrie il y a des Bayaches qui se sont spécialisés dans la confection de paniers et autres produits en osier. En Slovaquie, un chercheur a rencontré un Bayache qui avait commencé en 1999 à faire des ustensiles en bois pour vaisselle anti-adhésive.
En ce qui concerne le mariage, les Bayaches sont traditionnellement endogames, sauf cas exceptionnels et depuis relativement peu de temps. Les mariages entre Bayaches et autres Roms sont également rares.

## Coutumes, folklore, religion
Les rudari de Bulgarie, de Serbie et, en Roumanie, ceux d’Olténie et de Munténie, pratiquaient encore après l’an 2000 le sacrifice d’animaux ayant pour but la guérison de certaines maladies ou dans le cadre de certaines fêtes. Le sacrifice, le festin qui y est lié et l’animal sacrifié s’appellent en roumain curban ou gurban. Les rudari emploient cette dernière variante. Le mot vient du turc ottoman kurban, la coutume étant pratiquée par toutes les populations balkaniques devenues orthodoxes ou musulmanes. L’étymon premier du mot est l’hébraïque קרבן korban de la Torah, qui désigne également le sacrifice rituel d’animaux. Liée à la maladie, la coutume était traditionnellement individuelle. On appelait auprès du malade une femme réputée être compétente, appelée căzătoare (femme qui tombe), qui soi-disant tombait en transe et dans cet état parlait avec les șoimane (être féminins démoniques), après quoi elle fournissait au malade une date à laquelle il devait accomplir le sacrifice, ainsi que la manière dont le rituel devait se dérouler. Celui-ci devait être répété tous les ans à la même date. D’une recherche de terrain en Serbie il ressort que cette coutume était encore pratiquée sous cette forme peu de temps auparavant. Plus récemment, la date était fixée par le malade même, à la suite d’un rêve qu’il faisait. Cette variante de la coutume a été rencontrée en Olténie aussi. On sacrifie d’habitude un agneau blanc, et non pas toujours dans un but de guérison, mais à l’occasion d’une fête, dans la plupart des communautés à la Saint-Georges. Cette coutume a été intégtrée à la pratique religieuse orthodoxe, l’agneau étant identifié à celui sacrifié par le prophète Abraham à la place de son fils.
En Olténie on a enregistré aussi la croyance en les ursitoare (êtres féminins qui apparaissent lors de la naissance d’un enfant pour prédire son avenir), existante chez les Roumains aussi, mais plus forte chez les rudari. Des êtres semblables apparaissent dans des contes des Bayaches de Hongrie également.
Dans le cadre des coutumes liées à l’enterrement, on a noté en Serbie la construction de passerelles pour les morts franchissant le ruisseau qui traverse le village.
Quant aux traditions de mariage, dans certaines localités de Serbie est encore vivante la coutume de payer pour la fille à épouser.
Dans le folklore des Bayaches de la Serbie orientale sont dominantes les narrations sur les fées, les trésors enfouis, l’empereur des serpents, les vampires, présentes chez les Serbes et les Roumains de la vallée du Timok aussi. On retrouve, par exemple, chez les Bayaches, le motif général balkanique de l’acquisition de la vaillance avec l’aide de fées, le spécifique des Bayaches étant que le personnage qui va devenir vaillant ne tète pas les fées mais celles-ci lui soufflent dans la bouche.
Les Bayaches ont en général la religion de la population majoritaire. Ils sont orthodoxes en Roumanie, Bulgarie, Serbie et Bosnie, catholiques en Hongrie. En Croatie, ceux qui y sont arrivés les premiers, avec la même vague que ceux de Hongrie, sont catholiques, et ceux venus plus tard, de Bosnie ou de Serbie – orthodoxes. À partir des années 1990 certains Bayaches se convertissent à des cultes évangélistes.

## Questions identitaires
Après la chute des régimes communistes en Europe et les processus de démocratisation qui ont suivi, l’affirmation des identités nationales est devenue possible malgré, voire en réaction à la mondialisation. Dans ces circonstances, on assiste aussi à l’affirmation des tendances de « construction de l’ethnicité » dans le cas des ethnies qui ne sont pas devenues des nations territoriales, y compris dans celle des Roms, voire celle d’une branche de cette ethnie, les Bayaches. Chez les élites de ces ethnies est née l’idée qu’il serait possible d’affirmer leurs intérêts et d’obtenir leurs droits à l’aide de l’ethnicité.
Comme chez toutes les ethnies, le problème de l’auto-identification (comment ils se considèrent eux-mêmes), de l’hétéro-identification (comment ils sont considérés par les autres) et, dans le cadre de celle-ci, comment ils sont considérés par les États, se pose aux Bayaches.

### Auto-identification
L’auto-identification de ce groupe ethnique n’est pas unitaire. Il faut d’abord distinguer auto-identification des simples Bayaches et celle de leurs élites.
Chez les simples Bayaches, l’auto-identification diffère, d’une part, entre ceux de Roumanie et ceux des autres pays, d’autre part, entre ceux des divers pays autres que la Roumanie, voire entre Bayaches du même pays. Ce qui est commun, c’est que la plupart des simples Bayaches rejettent l’identité rom, se fondant sur le fait qu’il ne parlent pas romani et qu’ils ont un mode de vie différent de celui des autres Roms, ne pratiquant pas le nomadisme comme ceux-ci et ayant une occupation que ceux-ci n’ont jamais eue. À cela ils ajoutent leurs coutumes différentes. Le rejet de l’identité rom a pour raison inexprimée le souhait de ne pas faire partie d’un groupe humain généralement rejeté par les majoritaires et par les autres minorités. Ils ont en commun avec les majoritaires les stéréotypes négatifs concernant les Roms et des auto-stéréotypes qui leur servent à maintenir une image positive d’eux-mêmes. Il arrive cependant que leur auto-identification soit hybride. Ce qui est même paradoxal, c’est que dans certains de leurs parlers, par exemple en Hongrie, « homme » (personne de sexe masculin), « mari » se dit cîgan « Tzigane » et « femme, épouse » cîgankă.
En Olténie et en Munténie, les rudari se définissent en général comme tels ou comme Roumains. Aux recensements, ils se déclarent Roumains, même si dans certaines localités on les enregistre comme Roms. Ils s’identifient aux Roumains du point de vue culturel aussi, tout en admettant qu’ils ont des spécificités, telle la coutume du gurban. D’une recherche limitée à un seul village de Roumanie ayant une population appartenant pour la plupart à la minorité magyare, il ressort que les membres de l’ethnie que nous appelons Bayaches dans cet article, s’identifient en tant que Roms, bien que leur langue maternelle soit le roumain.
En Bulgarie, les rudari se définissent comme tels, beaucoup d’entre eux y ajoutant l’identité de Roumain, par référence principale à leur langue maternelle et, dans le cas des jeunes qui n’ont qu’une connaissance passive de cette langue, à la langue de leurs parents.
En Serbie il y a des communautés de Bayaches qui se définissent comme Roumains, même les jeunes qui ne connaissent que peu le roumain, mais aussi d’autres qui se déclarent Tziganes roumains, d’autres encore qui cherchent à se confondre avec la population majoritaire, d’autres enfin qui participent aux activités des organisations roms.
En Bosnie, les membres de la même ethnie s’identifient en général soit comme Karavalaques (en serbe karavlasi, singulier karavlah) (sur la base de la conscience de l’appartenance à un groupe à part), soit comme Serbes (sur la base de la religion orthodoxe commune avec ceux-ci), soit comme Roumains (sur la base de leur langue maternelle).
En Hongrie il y a trois groupes de Bayaches, deux dans le sud-ouest et un groupe aux bords de la Tisza. L’un des groupes du sud-ouest et celui de la Tisza se disent beás. Ce dernier se dit aussi ticsán ou tiszán (« de la Tisza »), alors que l’autre groupe du sud-ouest se dit cigány. Anna Pálmainé Orsós note parmi les résultats de son enquête sur le terrain étudié par elle dans le sud-ouest habité par le groupe généralement auto-identifié comme beás, que 67 % des personnes questionnées se déclarent beás, 23 % beás et Hongrois, et 10 % Hongrois.
En Croatie, certains se disent bajaši, d’autres s’auto-identifient par la langue, une partie d’entre eux disant qu’ils parlent roumain, une autre partie qu’ils parlent tzigane. Il y a aussi un groupe à part, qui se disent ludari.
En Slovaquie, les Bayache âgés s’auto-identifient comme Roumains ou comme b(a)jáši, ou bien ils adoptent l’exonyme korytári (faiseurs de cuvettes), ceux de la génération du milieu se disent Roumains, et les jeunes – Slovaques, éventuellement Magyars.
Entre les élites Bayaches il y a également des différences en fonction du pays. Celles de Bulgarie rejettent en général l’identité rom, mais celles de Croatie et de Hongrie non, tout en affirmant les particularités des Bayaches. Cela ressort du syntagme anglais « Boyash Roma » qu’ils utilisent.

### Mythologie des origines
Un élément important de l’auto-identification est le mythe de l’origine. La mythologie originaire des Bayaches n’est pas unitaire, et plus récemment elle a subi l’influence des idées pseudo-scientifiques (notamment protochronistes) arrivées vaguement à leur connaissance, entre-autres par les réseaux sociaux, mais elle aussi a pour élément commun le rejet de l’identité rom.
Ainsi, une affirmation entendue de la part de rudari d’Olténie est qu’ils seraient les descendants directs des Daces. Un autre mythe part de l’étymologie populaire du mot rudar, qui serait dérivé de rudă « parent » (autre que la mère et le père) en roumain. Il raconte que lorsque les Roumains sortirent de la Tour de Babel, certains demandèrent : Cine vine cu noi ? « Qui vient avec nous ? » et la réponse fut : Păi și rudele noastre, rudarii « Nos parents aussi, les rudari, bien sûr ».
En Bulgarie on a enregistré la croyance en l’origine directe thrace. Dans ce pays, sur la base de l’étymologie populaire, selon laquelle le mot rudar viendrait du mot slave rod « clan », on a rencontré l’idée que les Rudari descendraient des premiers clans bulgares venus dans les Balkans. En Bulgarie encore on a entendu l’explication mythique de l’occupation traditionnelle des rudari : lorsque le Christ fut crucifié, personne ne voulut faire la croix, ce à quoi c’est un rudar qui se serait finalement engagé. Par conséquent, les rudari auraient été punis pour l’éternité à ne travailler que le bois.
En Serbie il apparaît en tant qu’élément général la venue de Roumanie, avec la mention des Carpates, du Danube et de Bucarest. Un informateur raconte que son village fut fondé par deux frères rudari qui avaient franchi le Danube en venant de Timișoara. On rencontre aussi le mythe de la venue d’endroits plus éloignés aussi, avec des confusions géographiques : Bucarest en Géorgie, les Carpates en Inde. On a même recueilli l’affirmation de l’origine berbère.
Parmi les Karavalaques de Bosnie, c’est le mythe de la descendance de Karađorđe qui circule.
Les Bayaches n’ont pas une conscience de groupe étendue à tous les pays où ils vivent, mais sont tout de même conscients de l’existence d’autres communautés bayaches proches de la leur ou même de localités relativement lointaines, avec lesquelles ils maintiennent des rapports de divers types, en formant ce qu’on peut appeler une « continuité mentale » ou un « réseau mental ». Cela est parfois transfrontalier, par exemple entre la Croatie et la Hongrie.

### Hétéro-identification
Dans tous les pays où ils vivent, les autorités de l’État, la population majoritaire et les autres minorités nationales et ethniques incluent en général les Bayaches parmi les Roms. Il y a cependant des cas où les majoritaires sont conscients de certaines différences entre Bayaches et autres Roms, en rejetant moins les premiers.
Une exception partielle concernant l’hétéro-identification des Bayaches est constituée par les simples Roms de langue romani, qui ne considèrent pas les Bayaches comme des leurs. En Olténie, ils les appellent caștalii ou caștarii (de kasht « bois » en langue romani), en faisant appel pour marquer les différences aux mêmes arguments que les rudari : l’occupation traditionnelle de ces derniers, leur langue maternelle roumaine, leur coutume du gurban. En même temps, les élites des Roms de langue romani, dont le niveau d’organisation est plus élevé, cherchent à inclure les Bayaches. C’est visible par exemple en Croatie, où, sous l’influence des organisations roms, il y a des Bayaches qui se déclarent Roms.

## Organisation
L’ethnicité des Bayaches est plus ou moins affirmée d’un pays à l’autre. Ce sont les organisations politiques et civiques propres qui contribuent à cette affirmation.
Leur niveau le plus significatif de représentation par des organisations est celui de Bulgarie. Ils y ont un « Parti de la Patrie », par le biais duquel ils négocient leurs intérêts sur le plan local, en participant aux jeux politiques pour les élections locales. Il y a aussi une association ERA qui déroule des activités culturelles de promotion du folklore propre, envoie des jeunes faire des études en Roumanie, essaye de faire introduire l’enseignement facultatif du roumain dans les écoles.
En Croatie il y a plusieurs organisations, par exemple l’Association des Roms Bayaches de Kutina.
En Hongrie aussi il y a des associations roms locales qui incluent des Bayaches, par exemple l’Organisation tzigane d’utilité publique pour la représentation des intérêts ou l’Association de défense des intérêts des Roms et des Bayaches. Les Bayaches ont même adopté en tant qu’hymne une chanson en leur langue,.
En Roumanie, leur niveau d’organisation est moins significatif. En tant qu’exemple d’organisation, on peut mentionner l’Association des rudari de Valea lui Stan, localité appartenant à la ville de Brezoi (județ de Vâlcea).
La situation est semblable en Serbie. En 2004, dans la banlieue Ripanj de Belgrade il y avait une association pour la promotion et la recherche du passé culturel des Bayaches, de leur folklore traditionnel, de leur langue, qui cherchait à collaborer avec des organisations roumaines de Serbie.

## La langue des Bayaches

### Rapports des Bayaches avec leur langue
Il existe des communautés bayaches en dehors de la Roumanie, qui ont une conscience variable de leur langue roumaine. Cela se reflète dans leur façon de parler et de se définir. Par exemple, en Bulgarie et en Serbie, ils ont tendance à dire qu'ils parlent roumain, tandis qu'en Croatie, certains se décrivent comme parlant roumain, tandis que d'autres se considèrent comme parlant tzigane. Dans le sud-ouest de la Hongrie, ils disent parler bayache, mais dans l'est, ceux de la région de la Tisza se considèrent comme parlant roumain.
Dans les autres pays que la Roumanie, presque tous les Bayaches sont au moins bilingues, parlant la langue de la population majoritaire. C’est valable aussi pour ceux de Transylvanie, dans les localités où la population majoritaire est de langue hongroise. Il n’y a d’unilingues que les enfants non scolarisés dans la famille desquels on parle seulement la langue maternelle. Le degré de connaissance de la langue est inégal : très bon en Roumanie et différent en fonction de l’âge et du niveau d’instruction en dehors de ce pays. Tous les chercheurs constatent que plus les locuteurs sont jeunes et scolarisés, plus leur niveau en langue maternelle est faible, puisque son aspect est essentiellement oral, non standardisé, et que l’enseignement se fait en langue majoritaire. Une raison de plus en est la conscience qu’ont les Bayaches de l’inutilité pratique de leur langue en dehors de leur communauté. Il y a cependant exception à cela. Sur le littoral bulgare de la Mer Noire, très fréquenté par les Roumains la connaissance du roumain est valorisée.
Pour ce qui est de l’aire d’utilisation de la langue, elle se limite au milieu familial et à celui de la communauté bayache. En dehors de celles-ci, elle est parfois employée en tant que « langue secrète », lorsque ses locuteurs ne veulent pas être compris par les autres.

### Quelques traits des parlers bayaches
La langue maternelle des Bayaches est partout le roumain. En Roumanie, ils le parlent dans la variante régionale des Roumains locaux, avec de petites différences, par exemple en Olténie avec une influence des parlers roumains du Banat, et ils ont la possibilité de devenir performants en roumain standard par la scolarisation.
En dehors de la Roumanie on parle beaucoup de variétés locales, les Bayaches ayant émigré en groupes relativement petits de diverses régions de l’actuelle Roumanie, étant répandus sur un grand territoire, vivant en communautés relativement isolées l’une de l’autre et étant en contact avec des populations qui parlent des langues différentes. L’ensemble de ces parlers présente un écart important par rapport au roumain de Roumanie, puisqu’ils sont depuis longtemps isolés de celui-ci.
En Hongrie on distingue deux groupes principaux de parlers, ceux du sud-ouest du pays, appelés árgyelán « transylvain » et muncsán « munténien » respectivement. Ces termes bayaches sont repris par les chercheurs, mais il est à noter qu’ils sont utilisés par les locuteurs pour désigner non pas leur propre parler mais celui de l’autre groupe.
Les mêmes groupes de parlers se retrouvent en Serbie. Au sud du Danube et de la Save, les munténiens sont dominants. Au nord du Danube, les munténiens et les transylvains coexistent.
Il existe les mêmes types de parlers en Croatie aussi, où les munténiens se divisent en deux sous-groupes : celui de Baranja et celui des ludari.
Les parlers transylvains se caractérisent par des traits présents dans le parler transylvain de Roumanie et les munténiens par des traits de celui de la Munténie roumaine, mais les deux présentent aussi des influences du parler roumain du Banat (Roumanie), plus fortes dans les parlers bayaches transylvains.
En dehors de ces deux groupes de parlers, en Hongrie il y en a un troisième, celui des Bayaches de la Tisza (appelé ticsán ou tiszán), plus proche des parlers de Roumanie que les deux autres.
Les parlers bayaches conservent aussi des archaïsmes par rapport au roumain de Roumanie.
En dehors de la Roumanie, les parlers bayaches sont influencés par les langues des populations majoritaires, principalement dans le domaine du lexique.

### Actions de standardisation de la langue
Constatant la tendance à disparaître de la langue des Bayaches, l’idée est apparue d’empêcher ce phénomène par sa standardisation, afin que la culture bayache ait un aspect écrit, qu’elle puisse être présente dans les médias et enseignée en milieu scolaire. C’est vu aussi comme un instrument contribuant à conserver et à affermir l’identité bayache. Cependant, cette idée n’est encore mise en œuvre qu’en Hongrie et en Croatie, le plus intensément dans le premier pays.

#### En Hongrie
Le début de la fixation du bayache par écrit remonte à 1982, par un petit dictionnaire bayache-hongrois à diffusion restreinte, dans une publication universitaire, mais l’action a stagné jusque dans les années 1990.
En 1992, un premier recueil bilingue de chansons a été publié.
En 1993, la langue bayache acquiert le statut officiel de langue minoritaire et le droit d’être enseignée dans les écoles publiques à la demande.
En 1994, une nouvelle édition, augmentée, du livre de chansons est publiée, ainsi qu’un recueil de contes.
Sur la base des textes de ces recueils, le processus de standardisation de la langue est démarré et dès 1994 un premier manuel de bayache paraît. La même année on commence à enseigner la langue au lycée Gandhi de Pécs, créée par la fondation du même nom pour les jeunes Roms.
En 1996 on publie un dictionnaire bayache-hongrois et hongrois-bayache, suivi en 1997 de deux dictionnaires bayache-hongrois, puis, en 1999, d’un dictionnaire hongrois-bayache.
En 2009 c’est la première grammaire bayache qui voit le jour.
Dans les dernières années de la décennie 1990 et après 2000 on a continué de publier des recueils de folklore et aussi des traductions de la littérature hongroise, et le manuel de bayache a eu des éditions revues. En 2006, la langue était enseignée dans dix établissements, à 1 042 élèves. On l’enseignait également à l’Université de Pécs. À partir de 1996 on peut passer un diplôme de bayache dans un centre d’enseignement des langues habilité et depuis 2006 on peut le choisir au baccalauréat. À partir de 2011 il y a un cours de bayache et des textes avec des enregistrements audio en ligne.
En Hongrie, la standardisation du bayache se fait sur la base des parlers transylvains, majoritaires dans ce pays. Le système d’écriture utilise l’alphabet du hongrois, plus les lettres ă et î de l’alphabet roumain standard.

#### En Croatie
Dans ce pays, la revue Romano akharipe – Graju alu căganjilor – Glas Roma, parue de 1994 à 1999, publiait des textes en romani, bayache et croate. La revue est reparue en 2003 sous le titre Graju alu căganjilor – Glas Roma, en bayache et croate.
Le premier livre de Croatie en bayache était un catéchisme catholique paru en 2005. La même année on a publié le premier glossaire bayache-croate et croate-bayache en tant qu’auxiliaire pour l’enseignement du croate comme langue non maternelle aux enfants bayaches qui ne la connaissent pas.
À l’Université de Zagreb, les étudiants du Département des langues romanes de la Faculté de philosophie peuvent prendre en option la matière « Langue des Roms bayaches de Croatie – parlers roumains bayaches ».
En Croatie, la langue des Bayaches s’écrit avec l’alphabet du croate, plus les lettres roumaines ă et î.

#### Volumes collectifs
- Banjaši na Balkanu: Identitet etničke zajednice [« Les Bayaches dans les Balkans : identité d’une communauté ethnique »], Belgrade, Institut de balcanologie, 2005 (consulté le 27 juin 2017) (dans la liste par auteurs, Banjaši na Balkanu).
- Kurban in the Balkans [« Le kurban dans les Balkans »], Belgrade, Institut de balcanologie, 2007 (consulté le 27 juin 2017) (dans la liste par auteurs, Kurban in the Balkans).
- Piramida, no 2, Băieșii în contextul sud-slav [« Les Bayaches dans le contexte slave du Sud »], 2011, Institut de culture des Roumains de Voïvodine (consulté le 27 juin 2017) (dans la liste par auteurs, Piramida).

#### Par auteurs
- (en) Achim, Viorel, The Roma in Romanian History [« Les Tziganes dans l’histoire de la Roumanie »], traduction de l’édition roumaine de 1998, Budapest, Central European University Press, 2004 (consulté le 27 mars 2015)
- (sk) Ágocs, Attila, « Sociálna identifikácia Bajášov na Slovensku » [« Identification sociale des Bayaches en Slovaquie »], dans Etnologické rozpravy, no 2, 2003, p. 41-53 (consulté le 27 juin 2017)
- (hu) Augustini Ab Hortis, Sámuel, A magyarországi cigányok mai állapotáról, különös szokásairól és életmódjáról, valamint egyéb tulajdonságairól és körülményeiről [« De l’état actuel des Tziganes de Hongrie, de leurs coutumes et mode de vie particuliers, ainsi que d’autres de leurs caractéristiques et circonstances »], 1775-1776
- (sr) Barjaktarović, M. R. « Oaza apatinskih Cigana (Prilog proučavanju Cigana u Vojvodini) » [« L’oasis des Tziganes d’Apatin »], dans Rad vojvođanskih muzeja, no 12-13, Novi Sad, 1964, p. 19-203
- Bauer, Friedrich Wilhelm von, Mémoires historiques et géographiques sur la Valachie, avec un prospectus d’un atlas géographique & militaire de la dernière guerre entre la Russie & la Porte Ottomanne, Francfort – Leipzig, Henry-Louis Broenner, 1778 (consulté le 27 juin 2017)
- (hu) Binder, Mátyás, « Beások, etnikai mobilizáció és identitás » [« Les Bayaches, mobilisation ethnique et identité »], Kisebbség-kutatás, no 2, 2009 (consulté le 27 juin 2017)
- (de) Block, Martin, Zigeuner: ihr Leben und Seele [« Les Tziganes : leur vie et leur âme »], Leipzig, Bibliographisches Institut, 1936
- (hr) Bunjac, Branimir, « Prvi Romi u Općini Podturen » [« Les premiers Roms dans la commune de Podturen »], HRVATSKI POVIJESNI PORTAL, 30/06/2008 (consulté le 27 juin 2017)
- (ro) Calotă, Ion, « Elemente sud-dunărene în graiul rudarilor din Oltenia » [« Éléments sud-danubiens dans le parler des Rudari d’Olténie »], dans Dacoromania, nouvelle série, II, 1996-1997, Cluj-Napoca, p. 47-51 (consulté le 27 juin 2017)
- (ro) Calotă, Ion, Graiul rudarilor din Oltenia [« Le parler des Rudari d’Olténie »], résumé de thèse, Craiova, 1974, p. 1-30
- (ro) Calotă, Ion, Rudarii din Oltenia. Studiu de dialectologie și de geografie lingvistică românească [« Les Rudari d’Olténie. Étude de dialectologie et de géo-linguistique roumaine »], Craiova, Sibila, 1995
- (ro) Cantemir, Dimitrie, Descrierea Moldovei [« Description de la Moldavie »], Bucarest – Chișinău, Litera Internațional, 2001  (ISBN 9975-74-367-6) (consulté le 27 juin 2017)
- (ro) Chelcea, Ion, Rudarii. Contribuție la o „enigmă” etnografică (Les Rudari. Contributions à une « énigme ethnographique), Bucarest, Casa Școalelor, 1944.
- (ro) Cherata, Lucian, « Cine sunt rudarii » [« Qui sont les Rudari »], limbaromana.org, no 4, 2015 (consulté le 27 juin 2017)
- (ro) Ćirković, Svetlana, « Ursarii. O poveste biografică » [« Les Ursari. Un conte biographique »], dans Piramida, p. 104-116
- (de) Clemens, Andreas, Walachische Sprachlehre nebst einem walachisch-deutschen und deutsch-walachischen Handwörterbuche [« Manuel de valaque, suivi d’un petit dictionnaire valaque-allemand et allemand-valaque »], 2de édition revue, Sibiu, Thierry, 1836 (consulté le 27 mars 2015)
- (ro) Costescu, Angela, « Marginalizare socială în cazul unei comunități de rudari din județul Gorj, România » [« Marginalisation sociale dans le cas d’une communauté de Rudari du județ de Gorj, Roumanie »], dans Terra Sebus. Acta Musei Sabesiensis, no 5, 2013, p. 547-559 (consulté le 27 juin 2017)
- Courthiade, Marcel, Les Rroms dans le contexte des peuples européens sans territoire compact, rapport, Conseil de l’Europe, Strasbourg, 2003 (consulté le 27 mars 2015)
- (sr) Đorđević, Tihomir R., Vlaški Cigani u Srbiji [« Les Tziganes valaques en Serbie »], dans Srpski književni glasnik, vol. XXVII, 1911, Belgrade, p. 509-518, 604-614 (consulté le 27 juin 2017)
- (ro) Đorđević-Belić, Smiljana, « Din folclorul băieșilor » [« Du folklore des Bayaches »], Piramida, p. 78-89
- (en) Dorondel, Ștefan. « Ethnicity, state and access to natural resources in the southeastern Europe. The Rudari case » [« Ethnicité, État et accès aux ressources naturelles en Europe du Sud-Est. Le cas des Rudari »], dans Stelu Șerban (dir.), Transborder identities. The Romanian-speaking population in Bulgaria [« Identités transfrontalières. La population de langue roumaine de Bulgarie »], Bucarest, Paideia, 2007, p. 215-239 (consulté le 27 juin 2017)
- (sr) Đurić-Milovanović, Aleksandra, « Băieșii din Ripanj » [« Les Bayaches de Ripanj »], Piramida, p. 90-102
- (ro) Filipescu, Teodor, Coloniile române din Bosnia. Studiu etnografic și antropogeografic (Les colonies roumaines de Bosnie. Étude ethnographique et anthropo-géographique), Bucarest, Editura Academiei Române, 1906.
- (hu) Fosztó, László, « Szorongás és megbélyegzés: a cigány–magyar kapcsolat gazdasági, demográfiai és szociokulturális dimenziói » [« Angoisse et stigmatisation : dimensions économiques, démographiques et socio-culturelles des relations entre Tziganes et Magyars »], dans Bakó, Boglárka (dir.), Lokális világok. Együttélés a Kárpát-medencében [« Mondes locaux. Coexistence dans le Bassin des Carpates »], Budapest, MTA Társadalomkutató Központ, 2003, p. 83-107 (consulté le 27 juin 2017)
- (ro) Fraser, Angus, Țiganii. Originile, migrația și prezența lor în Europa [« Les Tziganes. Leurs origine, migration et présence en Europe »], Bucarest, Humanitas, 1998
- (ro) Gheție, Ion, « Contribuţii la istoria trecerii lui ea la e (leage > lege). Prezenţa lui ea în Muntenia la începutul secolului al XVIII-lea » [« Contributions à l’histoire du passage de ea à e (leage > lege). Présence de ea en Munténie au début du XVIIIe siècle  »], Limba română, vol. XVII, 1968, p. 501-508
- (hu) Havas, Gábor, « A Baranya megyei teknővájó cigányok » [« Les Tziganes faiseurs de cuvettes du comitat de Baranya »], dans Cigányvizsgálatok [« Recherches tziganes »], Budapest, Művelődéskutató Intézet, 1982
- (sr) Hedeșan, Otilia, « Jedan teren: Trešnjevica u dolini Morave » [« Un terrain: Trešnjevica, dans la vallée de la Morava »], dans Banjaši na Balkanu, p. 13-106
- (hu) Hegedűs, Sándor, « Huszonöt éves a beás írásbeliség » [« Vingt-cinq ans de culture bayache écrite »], dans Barátság, no 2, 2007, p. 5303-5305  (ISSN 1218-0149) (consulté le 27 juin 2017).
- (ro) Ieșan, Isidor, Românii din Bosnia și Herțegovina în trecut și prezent [« Les Roumains de Bosnie-Herzégovine dans le passé et à présent »], Arad, Tipografia George Nichin, 1906
- (sr) Jović, Spiridon, Etnografska slika slavonske vojne granice [« Image ethnographique de la région de la frontière militaire de Slavonie »], traduction de l’édition en allemand de 1835, Belgrade, Čigoja štampa, 2004 (consulté le 27 juin 2017)
- (hu) Kemény, István, A nyelvcseréről és a roma/cigány gyerekek nyelvi hátrányairól az iskolában [« Sur le changement de langue et les difficultés langagières des enfants roms/tziganes à l’école »], dans Szarka, László et Sisák, Gábor (dir.), Nemzeti és etnikai kisebbségek Magyarországon a 20. század végén [« Minorités nationales et ethniques en Hongrie à la fin du XXe siècle, Osiris – MTA Kisebbségkutató Műhely, 2001, p. 267-276  (ISBN 963-379-537-0) (consulté le 27 juin 2017)
- Kogălniceanu, Mihail, Esquisse sur l’histoire, les mœurs et la langue des Cigains, connus en France sous le nom de Bohémiens, suivie d’un recueil de sept cents mots cigains, Berlin, B. Behr, 1837 (consulté le 27 juin 2017)
- (hu) Komáromy, Andor (dir.), Magyarországi boszorkányperek oklevéltára [« Archives de procès pour sorcellerie en Hongrie »], Budapest, Magyar Tudományos Akadémia, 1910
- (hu) Kovalcsik, Katalin, « A beás cigányok népzenei hagyományai » [« Les traditions musicales des Tziganes bayaches »], dans Barna, Gábor (dir.), Cigány néprajzi tanulmányok [« Études ethnographiques sur les Tziganes »], I, Salgótarján, Mikszáth Kiadó, 1993, p. 23-238
- (en) Kovalcsik, Katalin, « Gurbane as a representation of traditional identity and culture in an oltenian rudar community » [« Le gurban, représentation de l’identité et de la culture traditionnelles dans une communauté rudar d’Olténie »], dans Kurban in the Balkans, p. 109-135
- (hu) Landauer, Attila, « Adalékok a beás cigányság korai történetéhez » [« Contributions aux débuts de l’histoire des Tziganes bayaches »], dans Landauer, Attila et Nagy, Pál (dir.), Írások a magyarországi beásokról [« Écrits sur les Beás de Hongrie »], Gödöllő, Szent István Egyetem Gazdaság- és Társadalomtudományi Kar Cigány Néprajzi és Történeti Egyesület, 2009 (consulté le 27 mars 2015)
- (hu) Landauer, Attila, « A ticsánokról – kutatás közben. Adalékok a beás cigányság poroszlói és tiszafüredi történetéhez » [« Sur les Bayaches de la Tisza – pendant la recherche. Contributions à l’histoire des Tziganes bayaches de Poroszló et de Tiszafüred »], dans Deáky, Zita et Nagy, Pál (dir.), A cigány kultúra történeti és néprajzi kutatása a Kárpát-medencében [« Recherches historiques et ethnographiques sur la culture tzigane dans le Bassin des Carpates »], Budapest – Gödöllő, Magyar Néprajzi Társaság, Szent István Egyetem, Gazdaság- és Társadalomtudományi kar, 2010, p. 283-291  (ISBN 978-963-88169-1-7) (consulté le 27 juin 2017)
- (it) Marsili, Luigi Ferdinando, La popolazione di Transilvania composta di varie nazioni, di diverse lingue, religioni, usi e vestiti (La population de Transylvanie composée de peuples variés, aux langues, religions, coutumes et costumes divers), 1690-1691, Biblioteca Universitaria di Bologna Fondo Marsili ms. 15. fol. 38r.
- (en) Marushiakova, Elena et Popov, Vesselin, « Myth as Process » [« Le mythe en tant que processus »], dans Acton, T. (dir.), Scholarship and the Gypsy Struggle. Commitment in Romani Studies [« Scolarisation et combat tzigane. Engagement dans les études sur les Roms »], Hatfield, University of Hertfordshire Press, 2000, p. 81-93 (consulté le 27 juin 2017)
- (en) Marushiakova, Elena et Popov, Vesselin, Gypsies (Roma) in Bulgaria [« Les Tziganes (Roms) de Bulgarie »], Frankfurt am Main, Peter Lang, 1997
- (bg) Mladenov, Maksim, « Vlachkoto nassélènié v Beulgariia. Razprostranènié, proizkhod i toponimiia » [« La population valaque en Bulgarie. Distribution, origine et toponymie »], dans Beulgarska etnologiia, édition spéciale, vol. XXI, Sofia, p. 7-27
- Nagy, Levente, « La lutte pour un mot. Le problème du mot mal dans la linguistique hongroise et roumaine », dans Zeitschrift für Balkanologie, vol. 46, no 2, 2010, p. 203-218 (consulté le 27 mars 2015)
- (ro) Nicolăescu-Plopșor, Constantin S., « Gurbanele » [« Le gurban »], dans Arhivele Olteniei, 1re  année, no 1, 1922, p. 35-40
- (hu) Pálmainé Orsós, Anna, Nyelvi helyzet, nyelvoktatás, nyelvtanárképzés. Vizsgálatok és gondolatok a beás nyelv megőrzésének lehetőségeiről [« Situation de la langue, enseignement de la langue, formation des professeurs de langue. Recherches et idées sur les possibiliés de préserver la langue beás »], thèse de doctorat, Université de Pécs, 2006 (consulté le 27 juin 2017)
- (bg) Pamporov, Alekséi, Romskoto sémèistvo. Aspekti na vsékidnèviéto [« La famille rom. Aspects du quotidien »], Sofia, Effekt, 2004
- (ro) Petrovici, Emil, « ”Românii” din Serbia occidentală » [« Les « Roumains » de Serbie occidentale »], dans Dacoromania – Buletinul „Muzeului limbii romane”, IX, 1938, p. 224-236
- (en) Promitzer, Christian ; Hermanik, Klaus-Jürgen ; Staudinger, Eduard (dir.), (Hidden) Minorities: Language and Ethnic Identity between Central Europe and the Balkans [« Minorités (cachées). Langue et identité ethnique entre l’Europe Centrale et les Balkans »], Berlin, Lit, 2009  (ISBN 3643500963) (consulté le 27 juin 2017)
- (ro) Radosavljević, Petar, « Privire de ansamblu asupra graiurilor băieșești din Croația » [« Vue d’ensemble sur les parlers bajaš de Croatie »], Piramida, p. 50-59
- (it) Raicevich, Stephan Ignaz, Osservazioni storiche naturali e politiche intorno la Valachia e Moldavia [« Observations historiques, naturelles et politiques sur la Valachie et la Moldavie »], Napoli, Presso Gaetano Raimondi, 1788 (consulté le 27 mars 2015)
- (de) Renner, Heinrich, Durch Bosnien und die Herzegovina. Kreuz und quer [« À travers la Bosnie-Herzégovine. En long et en large »], Berlin, Dietrich Reimer, 1897 (consulté le 22 avril 2023)
- (ro) Saramandu, Nicolae, « Cercetări dialectale la un grup necunoscut de vorbitori ai românei: băiașii din nordul Croației » [« Recherches dialectales dans un groupe inconnu de locuteurs de roumain : les Bayaches du nord de la Croatie »], dans Fonetică și dialectologie, XVI, 1997, p. 97-130
- (en) Sikimić, Biljana et Hristov, Petko, « Editors' introduction » [« Introduction des coordinateurs »], dans Kurban in the Balkans, p. 9-14
- (en) Sikimić, Biljana, « Transborder ethnic identity of Banyash Roma in Serbia » [« Identité ethnique transfrontalière des Roms banjaš de Serbie »], dans Internet-Zeitschrift für Kulturwissenschaften, no 16, 2006 (consulté le 22 avril 2023)
- (en) Sikimić, Biljana, « Karavlachs in Bosnia and Herzegovina today » [« Les Karavalaques en Bosnie-Herzégovine aujourd’hui »], dans Sikimić, Biljana (dir.), The Romance Balkans [« Les Balkans romans »], Belgrade, Institut de Balcanologie, 2008, p. 227-246 (consulté le 27 juin 2017)
- (sr) Sikimić, Biljana, « Banjaši na Balkanu » [« Les Banjaš des Balkans »], dans Banjaši na Balkanu, p. 7-12
- (sr) Sikimić, Biljana, « Banjaši u Srbiji » [« Les Banjaš en Serbie »], dans Banjaši na Balkanu, p. 250-251
- (ro) Sikimić, Biljana, « Băieșii din Pomoravlje » [« Les Bayaches de Pomoravlje »], dans Piramida, p. 62-76
- (ro) Sikimić, Biljana, « Băieșii în contextul sud-slav » [« Les Bayaches dans le contexte slave du Sud »], dans Piramida, p. 3-7
- (en) Sikimić, Biljana, « Gurban in the village of Grebenac » [« Le gurban dans le village de Grebenac »], dans Kurban in the Balkans, p. 153-180
- (sr) Slavkova, Magdalena, « Rudari u istočnoj Bugarskoj i jevanđeoski pokret » [« Les Rudari de l’Est de la Bulgarie et le mouvement évangéliste »], dans Banjaši na Balkanu, p. 277-294
- (en) Sorescu-Marinković, Annemarie, « Imagining the Past, creating Identity: the Case of the Bayash » [« Imaginer le passé, créer une identité : le cas des Bayaches »], dans Glasnik Etnografskog instituta, SANU, vol. 59, no 2, 2011b, p. 45-59 (consulté le 27 juin 2017)
- (en) Sorescu-Marinković, Annemarie, « Strategies for creating an explanatory Bayash dictionary in Serbia » [« Stratégies pour créer un dictionnaire monolingue bayache en Serbie »], dans Revue roumaine de linguistique, vol. LVI, no 1, p. 17-34, Bucarest, 2011 (consulté le 27 juin 2017)
- (ro) Sorescu-Marinković, Annemarie, « Băieșii din Baranja (Croația): schiță etnologică și etnolingvistică » [« Les Bayaches de Baranja (Croatie) : esquisse ethnologique et ethno-linguistique »], dans Memoria ethnologica, no 40-41, 2011a, p. 36-51 (consulté le 27 juin 2017)
- Sorescu-Marinković, Annemarie, « ”Nous venons des Carpates, des Carpates indiennes, de Russie”. Gérer une identité traumatisée – le cas des Bayaches de Serbie », dans Baric, Daniel ; Rider, Jacques le ; Roksandić, Drago (dir.), Mémoire et histoire en Europe centrale et orientale, Presses Universitaires de Rennes, 2011d, p. 217-225 (consulté le 27 juin 2017)
- (ro) Sorescu-Marinković, Annemarie, « ”Noi iștem rumâni șî nu ni-i žao”: băieșii din Mahovine » [« ”Nous sommes Roumains et nous ne le regrettons pas” : les Bayaches de Mehovine »], dans Piramida, p. 10-24
- (en) Sorescu-Marinković, Annemarie, « The gurban displaced: Bayash guest workers in Paris » [« Le gurban déplacé : ouvriers migrants bayaches à Paris »], dans Kurban in the Balkans, p. 137–152
- (ro) Stanković, Andrea, « Construirea identității etnice a caravlahilor din Bosnia și Herțegovina » [« Construction de l’identité ethnique des Karavalaques de Bosnie-Herzégovine »], dans Piramida, p. 42-48
- (ro) Șerban, Stelu, « Politică și etnicitate. Rudarii din Varna, Bulgaria » [« Politique et ethnicité. Les Rudari de Varna, Bulgarie »], dans Piramida, p. 26-41
- (de) Weigand, Gustav, « Rumänen und Arumunen in Bosnien » [« Roumains et Aroumains en Bosnie »], dans Jahresbericht des Instituts für rumänische Sprache, no 14, Leipzig, 1908, p. 171-197
- (en) Zimmermann, Michael, « The Wehrmacht and the National Socialist persecution of the Gypsies » [« La Wehrmacht et la persécution des Tziganes par les nazis »], dans Romani Studies, vol. 11/2, 2001, p. 111-135 (consulté le 27 juin 2017)
- (hu) Zsupos, Zoltán, Az erdélyi sátoros taxás és aranymosó fiskális cigányok a 18. században [« Les Tziganes transylvains nomades et orpailleurs soumis à l’impôt au XVIIIe siècle »], Budapest, Magyar Néprajzi Társaság, 1996